# Spokane (Missouri)
Spokane és una concentració de població designada pel cens dels Estats Units a l'estat de Missouri. Segons el cens del 2000 tenia 133 habitants.

## Demografia
Segons el cens del 2000, Spokane tenia 133 habitants, 38 habitatges, i 34 famílies. La densitat de població era de 65 habitants per km².
Dels 38 habitatges en un 63,2% hi vivien nens de menys de 18 anys, en un 78,9% hi vivien parelles casades, en un 13,2% dones solteres, i en un 7,9% no eren unitats familiars. En el 7,9% dels habitatges hi vivien persones soles el 5,3% de les quals corresponia a persones de 65 anys o més que vivien soles. El nombre mitjà de persones vivint en cada habitatge era de 3,5 i el nombre mitjà de persones que vivien en cada família era de 3,69.
Per edats la població es repartia de la següent manera: un 42,1% tenia menys de 18 anys, un 5,3% entre 18 i 24, un 30,8% entre 25 i 44, un 16,5% de 45 a 60 i un 5,3% 65 anys o més.
L'edat mediana era de 28 anys. Per cada 100 dones de 18 o més anys hi havia 97,4 homes.
La renda mediana per habitatge era de 35.417 $ i la renda mediana per família de 35.417 $. Els homes tenien una renda mediana de 31.786 $ mentre que les dones 13.958 $. La renda per capita de la població era de 17.157 $. Cap de les famílies estaven per davall del llindar de pobresa.

## Poblacions més properes
El següent diagrama mostra les poblacions més properes.